# Aniela Jaffé
Hedwig Katharina Aniela Jaffé, conocida como Aniela Jaffé (20 de febrero de 1903, Berlín, Alemania-30 de octubre de 1991, Zúrich, Suiza), fue una analista junguiana, secretaria del C.G. Jung-Institut Zürich así como del propio Jung. Se la recuerda así mismo como la colaboradora en la elaboración de su autobiografía Recuerdos, sueños, pensamientos.

## Biografía
Jaffé nació de padres judíos en Berlín, Alemania, donde estudió psicología en la Universidad de Hamburgo, antes de huir de los nazis en los años treinta a Suiza. Allí fue analizada primero por Liliane Frey-Rohn y luego por Jung, llegando a ser analista junguiana.
Será a su vez la secretaria del C.G. Jung-Institut Zürich (1947-1955), y desde entonces secretaria personal de Jung (1955-1961). Continuó proporcionando análisis e interpretación de los sueños a sus ochenta años.

## Obra

### Recuerdos, sueños, pensamientos
Resulta reseñable la ayuda dispensada por Aniela Jaffé en la elaboración de la autobiografía de Jung Recuerdos, sueños, pensamientos, «Habida cuenta que todos comprendían que no se trataba de una empresa fácil, pues era conocida la aversión de Jung a dar a la publicidad su vida. Así, pues, Jung accedió sólo tras largas vacilaciones, y me concedió una tarde semanal para el trabajo en común. Era mucho si se considera su recargado plan de trabajo y su estado de salud debido a la edad». Efectivamente, en la primavera de 1957, contando Jung ochentaiún años, cuatro años antes de su fallecimiento, se llevaría a cabo el inicio de dicha empresa.
Se ha desarrollado la controversia de cuál fue la responsabilidad real de Jaffé en la publicación de esta obra. Actualmente se sugeriría que sólo los tres primeros capítulos de la obra publicada fueron de hecho escritos por Jung, siendo el resto obra de la propia Jaffé, al estar basado en sus notas de las conversaciones con Jung.

#### Protocolos
El 27 de noviembre de 2024, la Philemon Foundation anunció a través de las redes sociales que los Protocolos originales, es decir, las entrevistas censuradas de Jaffé a Jung, tituladas Jung’s Life and Work: Interviews for Memories, Dreams, Reflections with Aniela Jaffé, se publicarían por Princeton University Press en 2025 sin fecha confirmada. Estarían editadas por Sonu Shamdasani, con Thomas Fischer como editor consultor, y traducidas por Heather McCartney y John Peck. Finalmente, el 18 de marzo de 2025 Princeton anunció su publicación para el 2 de diciembre del mismo año.

### Simbolismo y parapsicología
Jaffé escribió sobre el simbolismo en el arte moderno, y exploró los fenómenos parapsicológicos utilizando el concepto de sincronicidad de Jung como una herramienta interpretativa.

### Listado de obras
A continuación figuran sus principales obras en alemán junto a algunas traducciones en inglés:
- Bilder und Symbole aus E. T. A. Hoffmanns Märchen „Der goldne Topf“. En: C. G. Jung: Gestaltungen des Unbewussten. Rascher, Zürich 1950; 2. veränderte Auflage Gerstenberg, Hildesheim 1978; 5. Auflage Daimon, Zürich 2010, ISBN 978-3-85630-738-7.
- Geistererscheinungen und Vorzeichen. Eine psychologische Deutung. Rascher, Zürich 1958; 4. Auflage Daimon, 2008, ISBN 978-3-85630-716-5.
  - Apparitions and Precognition. A Study from the Point of View of C. G. Jung’s Analytical Psychology. University Books, 1963; Apparitions. Spring Publications, 1979; 2nd rev. edition Daimon, 1999.
- C. G. Jung: Erinnerungen Träume, Gedanken. Rascher, Zürich 1962; 18. Auflage (korrigierte Sonderausgabe) Patmos, 2013, ISBN 978-3-8436-0191-7.
  - C. G. Jung: Memories, Dreams, Reflections. Pantheon, New York 1963.
- Der Mythus vom Sinn im Werk von C. G. Jung. Rascher, Zürich 1967; 4. Auflage Daimon, Zürich 2010, ISBN 978-3-85630-737-0.
  - The Myth of Meaning in the Work of C. G. Jung. Hodder and Stoughton, London 1970; 2nd edition, Daimon, Zürich 1984.
- Aus Leben und Werkstatt von C. G. Jung. Parapsychologie, Alchemie, Nationalsozialismus. Erinnerungen aus den letzten Jahren. Rascher, Zürich 1968.
  - From the Life and Work of C. G. Jung. Jung’s Last Years. Spring Publications, Dallas 1984; 2nd edition Daimon, Zürich 1989.
- C. G. Jung: Briefe. 3 Bände. Walter, Olten 1972.
- C. G. Jung. Bild und Wort. Walter, Olten 1977.
  - C. G. Jung. Word and Image. Princeton University Press, Princeton 1979.
- Anna Kingsford. Religiöser Wahn und Magie. Bonz, Fellbach 1980; Neugestaltung: Religiöser Wahn und Schwarze Magie. Das tragische Leben der Anna Kingsford (1846–1888). Daimon, Zürich 1986.
- Aufsätze zur Psychologie C. G. Jungs. Daimon, Zürich 1981; 2. Auflage: Aus C. G. Jungs letzten Jahren und andere Aufsätze. Daimon, Zürich 1987.
- Parapsychologie, Individuation, Nationalsozialismus. Themen bei C. G. Jung. Daimon, Zürich 1985.
- Mystik und Grenzen der Erkenntnis. Daimon, Zürich 1988.
- Was C. G. Jung a Mystic? And Other Essays. Daimon, Zürich 1989.

## Edición en castellano
- Premoniciones y apariciones. Una interpretación psicoanalítica de hechos psíquicos y fenómenos sincronísticos. Editorial Fata Morgana. 2025. ISBN 978-607-7709-15-2.
- El simbolismo en las artes visuales. Incluido en El hombre y sus símbolos. Barcelona: Paidos. 2023. ISBN 978-84-493-4070-3.
- Recuerdos, sueños, pensamientos. Barcelona: Seix Barral. 2009. ISBN 978-84-322-0829-4.
- El mito del sentido en la obra de Jung. Madrid: Mirach. 1995. ISBN 978-84-87476-64-8.
- De la vida y de la obra de C. G. Jung. Madrid: Mirach. 1992. ISBN 978-84-87476-38-9.